# Ordine dell'Ascia
L'Ordine dell'Ascia è un ordine medievale femminile. Istituito nel 1149 dal conte di Barcellona Raimondo Bérenger IV, in origine mirava a onorare le donne di Tortosa per aver difeso vittoriosamente la loro città contro i Mori. I suoi simboli di appartenenza sono rimasti in uso fino al XV secolo.

## Origine

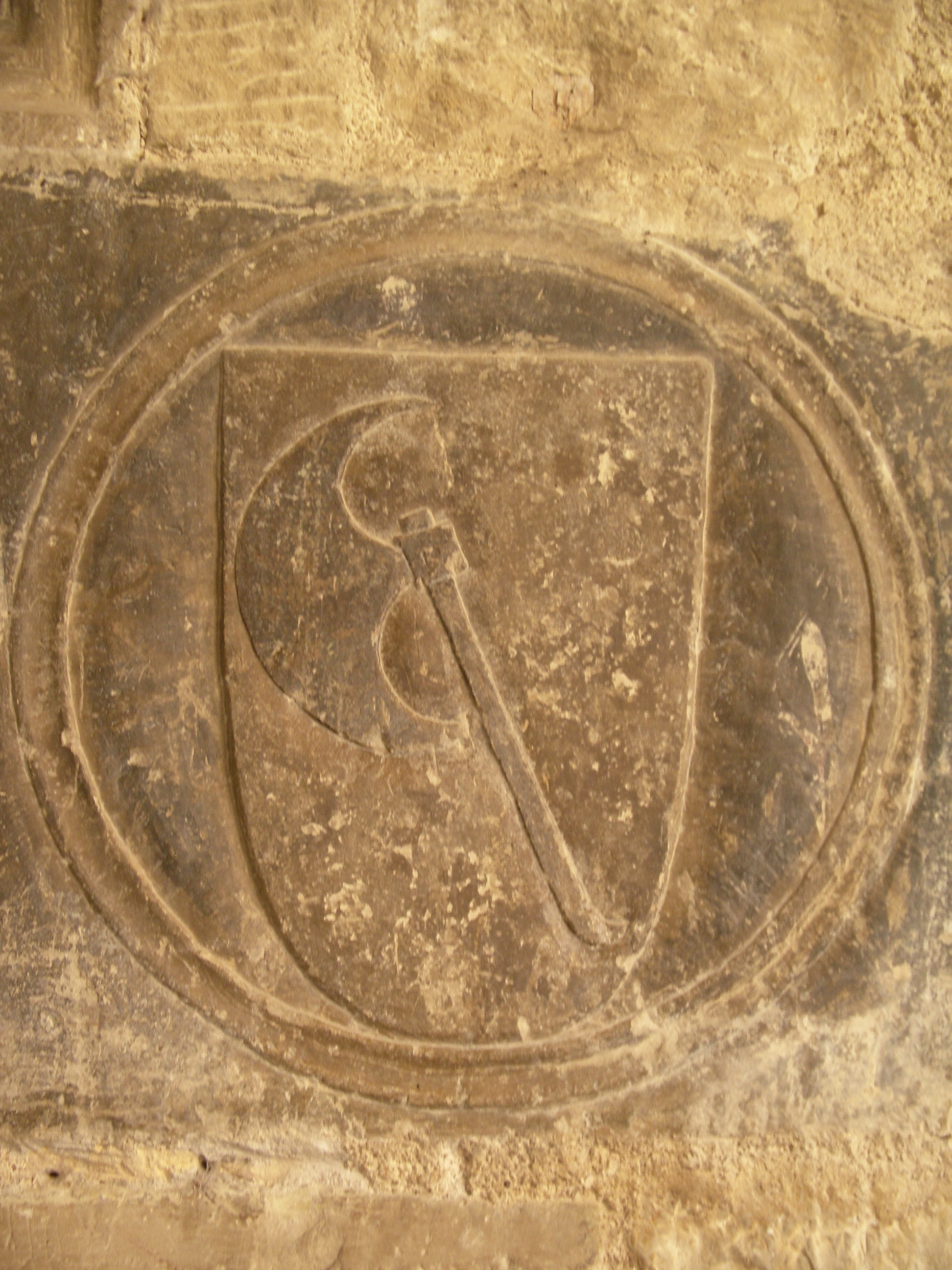
Scudo dell'Ordine dell'Ascia, scolpito nella pietra del chiostro del duomo di Tortosa (XIV secolo.).

La tradizione locale riporta che, una volta partiti gli uomini di Tortosa al seguito del conte di Barcellona alla riconquista delle città di Fraga e Lleida, le donne si trovarono da sole a difendere le loro mura da un attacco a sorpresa dei Mori. Armate di asce, vestite da uomini, riuscirono a respingere gli assalitori e a far loro levare l'assedio. A memoria di questo episodio, nel 1149 fu istituito l'Ordine dell'Ascia.

## Privilegi

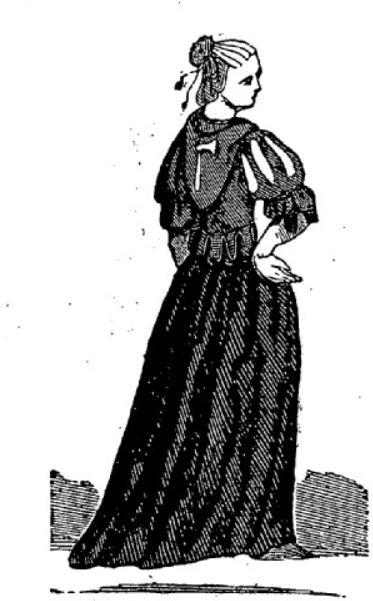
Abito dell'Ordine dell'Ascia.

Per omaggiare queste guerriere che le fonti descrivono in latino come equitissimae e militissae, il conte di Barcellona concesse loro diversi privilegi: esenzioni fiscali, precedenza rispetto agli uomini nelle assemblee pubbliche e diritto di indossare una veste con cappuccio, ricamata con un'ascia rossa (detta destrale di Tortosa). La pratica di quest'ultimo diritto, trasmessa alle loro discendenti, rimase fino al XV secolo.

## Statuto storico
L'ordine è degno di nota in quanto unisce un carattere esclusivamente femminile a un rilevante anticipo sui tempi: la sua fondazione precede di gran lunga lo sviluppo vissuto nel corso del XIV secolo dagli ordini di varie categorie, alcuni dei quali istituiti anche per le donne: ordine della Sciarpa in Spagna, della Cordelière in Bretagna, degli Schiavi della Virtù e della Vera Croce in Austria.
Sebbene all'origine ci sia un fatto d'armi, non si tratta di un ordine militare o cavalleresco e neppure di una confraternita: sprovvisto di carta costitutiva e di statuto, appare piuttosto come un ordine onorario. Mette comunque in risalto «le azioni bellicose di alcune donne, e soprattutto la loro riconoscenza da parte della comunità».